# Anolis nicefori
Anolis nicefori är en ödleart som beskrevs av  Dunn 1944. Anolis nicefori ingår i släktet anolisar, och familjen Polychrotidae. Inga underarter finns listade i Catalogue of Life.